# 코르티나담페초
코르티나담페초(이탈리아어: Cortina d'Ampezzo)는 이탈리아 북부의 베네토주 벨루노도에 있는 휴양 도시이다. 돌로미티산맥이 근처에 있어서 겨울 스포츠의 중심지이기도 하며 제조업이 발달했다.

## 지명
코르티나담페초란 '암페초의 코르티나'란 뜻이다. 그래서 간단하게 코르티나라고 부르기도 한다.

## 지리
코르티나의 인구는 5,954명으로 암페초지방의 중심지이다. 오스트리아국경에서 45km 떨어져있고 베네치아에서는 약 160km 떨어져있다.

## 경제

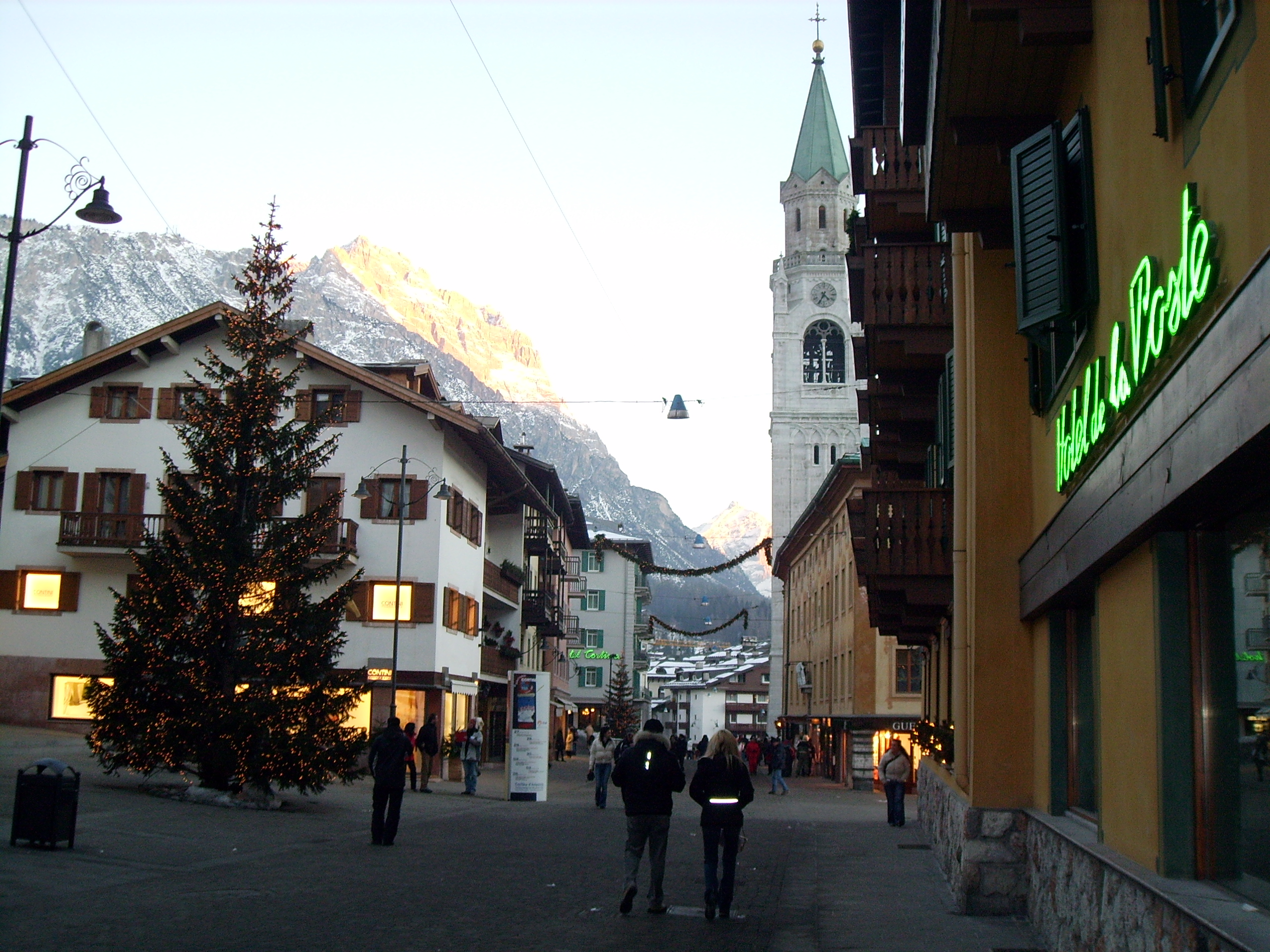
코르티나담페초의 시내

도로미티의 동쪽 입구라고 할 수 있으며 여름에는 하이킹, 겨울에는 스키나 스노우보드와 같은 겨울 스포츠의 중심지로 관광객을 끌어모으고 있다.
그 때문에 별장이 많이 있고 호텔이나 펜션등의 숙박시설이 잘 갖춰져있고 멀리서 온 사람들을 위한 여인숙부터 고급호텔까지 각종 숙박시설이 있다.
또, 관광객을 향한 특산품가게나 구찌와 같은 고급 패션브랜드가게, 스키나 스노우보드 타러 온 손님들을 위한 상점도 시내중심지에 꽤 존재한다.

## 기후
| 코르티나담페초의 기후    | 코르티나담페초의 기후 | 코르티나담페초의 기후 | 코르티나담페초의 기후 | 코르티나담페초의 기후 | 코르티나담페초의 기후 | 코르티나담페초의 기후 | 코르티나담페초의 기후 | 코르티나담페초의 기후 | 코르티나담페초의 기후 | 코르티나담페초의 기후 | 코르티나담페초의 기후 | 코르티나담페초의 기후 | 코르티나담페초의 기후 |
| 월                       | 1월                   | 2월                   | 3월                   | 4월                   | 5월                   | 6월                   | 7월                   | 8월                   | 9월                   | 10월                  | 11월                  | 12월                  | 연간                  |
| ------------------------ | --------------------- | --------------------- | --------------------- | --------------------- | --------------------- | --------------------- | --------------------- | --------------------- | --------------------- | --------------------- | --------------------- | --------------------- | --------------------- |
| 일평균 최고 기온 °C (°F) | −0.3 (31.5)           | 2.0 (35.6)            | 6.3 (43.3)            | 11.1 (52.0)           | 15.3 (59.5)           | 19.5 (67.1)           | 21.8 (71.2)           | 20.1 (68.2)           | 17.9 (64.2)           | 11.9 (53.4)           | 5.3 (41.5)            | 1.4 (34.5)            | 11.0 (51.8)           |
| 일일 평균 기온 °C (°F)   | −5.0 (23.0)           | −3.1 (26.4)           | 1.1 (34.0)            | 5.5 (41.9)            | 9.7 (49.5)            | 13.4 (56.1)           | 15.4 (59.7)           | 14.3 (57.7)           | 12.0 (53.6)           | 6.9 (44.4)            | 1.2 (34.2)            | −2.7 (27.1)           | 5.7 (42.3)            |
| 일평균 최저 기온 °C (°F) | −9.6 (14.7)           | −8.2 (17.2)           | −4.1 (24.6)           | 0.0 (32.0)            | 4.1 (39.4)            | 7.3 (45.1)            | 9.0 (48.2)            | 8.6 (47.5)            | 6.2 (43.2)            | 1.9 (35.4)            | −2.8 (27.0)           | −6.8 (19.8)           | 0.5 (32.8)            |
| 평균 강수량 mm (인치)    | 32 (1.3)              | 35 (1.4)              | 32 (1.3)              | 52 (2.0)              | 82 (3.2)              | 104 (4.1)             | 121 (4.8)             | 113 (4.4)             | 80 (3.1)              | 67 (2.6)              | 65 (2.6)              | 33 (1.3)              | 816 (32.1)            |
| 출처:                    |                       |                       |                       |                       |                       |                       |                       |                       |                       |                       |                       |                       |                       |

## 올림픽
1944년에도 올림픽 개최 예정지였으나 제2차 세계대전으로 인해 그 대회는 취소되었다가, 1956년과 2026년 동계올림픽의 개최된다.

## 같이 보기
- 이탈리아 전선 (제1차 세계 대전)